# خوان غوميز (مهندس)
خوان غوميز (بالإسبانية: Juan Gómez de Mora) (و. 1586 – 1648 م) هو مهندس معماري إسباني، ولد في مدريد، توفي في مدريد، عن عمر يناهز 62 عاماً.

## أعمال بارزة
من أهم أعماله:
- بلازا مايور.